# Xã Washington, Quận Brown, Ohio
Xã Washington (tiếng Anh: Washington Township) là một xã thuộc quận Brown, tiểu bang Ohio, Hoa Kỳ. Năm 2010, dân số của xã này là 2.354 người.